# Simon Sirodot
Simon Sirodot (10 janvier 1825 à Longeau - 1er janvier 1903 à Rennes) est un botaniste et phycologue français. Il est membre correspondant de l'Académie des sciences et de la Société nationale d'agriculture, doyen honoraire de la Faculté des sciences de Rennes, officier de la Légion d'honneur.

## Biographie

### Formation
Après des études secondaires au lycée de Dijon, puis à Paris, Simon Sirodot entre à l'École normale supérieure, d'où il sort en 1849. Il devient alors professeur de lycée. Il est agrégé de sciences physiques en 1857. Il est, de 1852 à 1860, professeur dans les lycées de Toulouse, Strasbourg, Le Mans, Cahors et Limoges. Il est docteur ès sciences-naturelles en 1859.

### Carrière académique
Chargé de cours le 8 novembre 1860, titulaire le 31 décembre 1862, il est de 1860 à 1894 professeur de zoologie et de botanique à la faculté des sciences de Rennes. Il est doyen le 17 septembre 1869. Simon Sirodot est admis à la retraite le 1er novembre 1895.

### Travaux en botanique
Simon Sirodot est connu au XIXe siècle pour ses travaux sur un genre d’algues rouges d’eau douce (Batrachospermum).
Par ses travaux sur les genres Lemanea, Batrachospermum et Balbiana, il s'est fait une place distinguée parmi les botanistes français. Il a démontré que Lemanea et Batrachospermum sont le thalle sexué de petites algues filamenteuses connues sous le nom de Chantransia (pt). On lui doit la découverte des anthéridies et des carpogones de Lemanea. Enfin, il observe que les espèces de Chantransia d'eau douce ne sont pas toutes des prothalles de Batrachospermum, mais que l'un d'eux est une algue sexuée. Il l'a distinguée sous le nom de Balbiania.
On lui doit aussi des études sur le pommier et la fabrication du cidre.
Il légue ses collections à la galerie de paléontologie du Musée géologique de Rennes et à la Faculté des sciences de Rennes.

## Préhistoire
Simon Sirodot apprend en 1872, par son préparateur Jules Gallée, l'existence d'étranges ossements découverts dans une tranchée de carrière du Mont-Dol. Il lance une première campagne de fouilles de juin à septembre, avant de les reprendre l'année suivante. Il mène des fouilles de manière rationnelle, quasi moderne. Il s'agissait des ossements de mammouths, de nombreux silex taillés.
C'est alors la première grande fouille archéologique de Bretagne. Il découvre de nombreux ossements (traces d'une cinquantaine de mammouths, d'une douzaine de rhinocéros, d'une cinquantaine de chevaux, de lions, de cerfs, de bœufs), silex taillés (racloirs, outils pour débiter la viande et travailler les peaux) qui font du Mont-Dol le plus important site paléolithique breton.
Ses travaux pourtant rigoureux n'échappent pas à la polémique sur l'origine de l'Homme, des personnes comme l'abbé Pierre Hamard se refusant à admettre la haute antiquité de l'Homme.

### Associations professionnelles
Simon Sirodot est président en 1893 de la Société scientifique et médicale de l'Ouest. Le 16 février 1885, il est élu membre correspondant de l’Académie des sciences dans la section de botanique en remplacement de Charles Darwin.
Il avait aussi fondé une société d'horticulture. Il avait une passion pour les fleurs et spécialement pour les roses qu'il cultivait dans son jardin de la Mabilais.
Il fait également partie du conseil d'administration de l'Association pomologique de l'Ouest en 1884.

### Autres activités
Simon Sirodot est conseiller municipal de Rennes de 1881 à 1899.

## Distinctions
- Officier de la Légion d'honneur (décret du 19 avril 1895)[5]. Il est fait officier par Jules Sébastien Jarry le 7 mai 1895.
- Chevalier de l'ordre du Mérite agricole (14 juillet 1889)
- Officier de l'Instruction publique (1885)

## Hommages
Une école porte son nom au Mont-Dol. Une rue porte son nom à Rennes.

## Publications
- Le "Balbiania investiens", étude organogénique et physiologique, Paris, Masson, 1876
- Observations sur le développement des algues d'eau douce composant le genre "Batrachospermum", Paris, impr. de Martinet, 1876
- Les Batrachospermes, organisation, fonctions, développement, classification, Paris, G. Masson, 1884